# Drei Hasen in der Abendsonne
Drei Hasen in der Abendsonne ist ein deutscher Spiele- und Buchverlag, der 2008 gegründet wurde. Das Verlagsprogramm des Kleinverlages besteht aus einzelnen Büchern und Brettspielen verschiedener Autoren.

## Geschichte
Der Verlag Drei Hasen in der Abendsonne wurde 2008 von Kathi Kappler und Johann Rüttinger gegründet. Gemeinsam mit Rolf Vogt hatten sie bereits 1994 den Spieleverlag Drei Magier Spiele gegründet und leiteten ihn sehr erfolgreich bis zu dessen „freundlicher Übergabe“ zur Professionalisierung an Schmidt Spiele im Jahr 2008. Hintergrund des Verkaufs waren gesundheitliche Probleme von Rüttinger sowie die Befürchtung, dass der gut etablierte Verlag als Kleinverlag nicht mehr adäquat gehalten werden könne. Rolf Vogt arbeitet weiterhin als Illustrator zahlreicher Spiele bei Drei Magier / Schmidt Spiele.
Drei Hasen in der Abendsonne konzentrierte sich zu Beginn auf Kinderbücher verschiedener Autoren, die Betreiber stellten jedoch fest, dass es schwierig ist, sich in diesem geschlossenen Markt zu etablieren. Eines der ersten Bücher war dabei das englischsprachige A Portrait of Nellie des bekannten amerikanischen Spieleautors Alexander Randolph. Aufgrund des geringen Erfolges entschied die Geschäftsführung 2012, wieder Spiele zu vertreiben.
2013 gelangte Bim Bamm! in die Empfehlungsliste des Kinderspiel des Jahres und 2014 wurde Raben stapeln aus dem Verlag mit dem österreichischen Spielepreis Spiel der Spiele mit dem „Sonderpreis Kleinkinderspiele“ ausgezeichnet. Das Spiel Die fiesen 7 wurde 2016 in die Empfehlungsliste des Spielepreises Spiel des Jahres aufgenommen und 2019 war auch das Spiel Monster-Bande auf der Empfehlungsliste des Kinderspiel des Jahres.

## Ludografie
- 2012: Der isses! (Alex Randolph)
- 2012: Sonne und Mond (Jacques Zeimet)
- 2012: Bim Bamm! (Michael Palm, Lukas Zach)
- 2013: Klatsch-Memo … mit Schnabelgrün
- 2013: Ciao, Ciao … (Alex Randolph)
- 2013: Pelican Bay (Jacques Zeimet)
- 2013: Jetzt fahrn wir übern See … (Alex Randolph)
- 2014: original Nullern (Lena Kappler)
- 2014: Raben stapeln (Paul Kappler)
- 2014: Talo (Uta Krüger, Bernd Poloczek, Jens-Peter Schliemann)
- 2014: Groovy Pips (Michael Palm, Lukas Zach)
- 2014: Auf Zack! (Kirsten Becker, Jens-Peter Schliemann)
- 2015: Hexx & Hopp (René Brons)
- 2015: Die fiesen 7 (Jacques Zeimet, Rolf ARVI Vogt)
- 2016: Gauner raus! (René Puttin, Rolf ARVI Vogt)
- 2016: Länder toppen! (Matthias Jünemann)
- 2016: BaRRacuda (Christoph Cantzler)
- 2017: Mutabo (Kathi Kappler, Johann Rüttinger)
- 2018: Monster-Bande (Florian Biege)
- 2018: Blöde Kuh (Florian Racky)
- 2019: Wühlmäuse (Guido Hoffmann, Jens-Peter Schliemann)
- 2019: Puzzle Memo (Günter Burkhardt)
- 2019: Mini-Mutabo (Kathi Kappler, Johann Rüttinger)
- 2020: Mutabo: Family & Kids (Kathi Kappler, Johann Rüttinger)
- 2020: Allegra (Bella Luca)
- 2022: Macoco (Klaus Kreowski)

## Belege
1. 1 2  Drei Magier. FAIRPLAY Nr. 86, Januar-März 2009; auf der Homepage des Verlages Drei Hasen in der Abendsonne, abgerufen am 29. April 2017.
2. 1 2  Wolfgang Ottinger: Drei Hasen haben Nachwuchs. Main Post, Dezember 2008; auf der Homepage des Verlages Drei Hasen in der Abendsonne, abgerufen am 29. April 2017.
3. 1 2 3  Michael Weber: Johann Rüttinger: Drei Hasen in der Abendsonne und die Weltsprache Spiel. Warum Magier gern Hasen sein wollten. Interview auf reich-der-spiele.de, 12. Oktober 2014; abgerufen am 29. April 2017.